# Зміївська ТЕС
Зміївська ТЕС — зруйнована росіянами найбільша електростанція у Харківській області, одна з найбільших теплових електростанцій України.

## Технічні характеристики
Проєктна потужність — 2400 МВт. У зв'язку з погіршенням якості твердого палива енергоблоки Зміївської ТЕС у лютому 1991 року перемарковані в 175 МВт і 275 МВт зі зниженням встановленої потужності на 25 МВт нижче проєктної по кожному блоку. Встановлена потужність станції склала 2150 МВт. У 2005 році після заміни восьмого енергоблоку станції встановлена потужність склала — 2200 МВт. Види палива — природний газ, вугілля, мазут.

## Історія

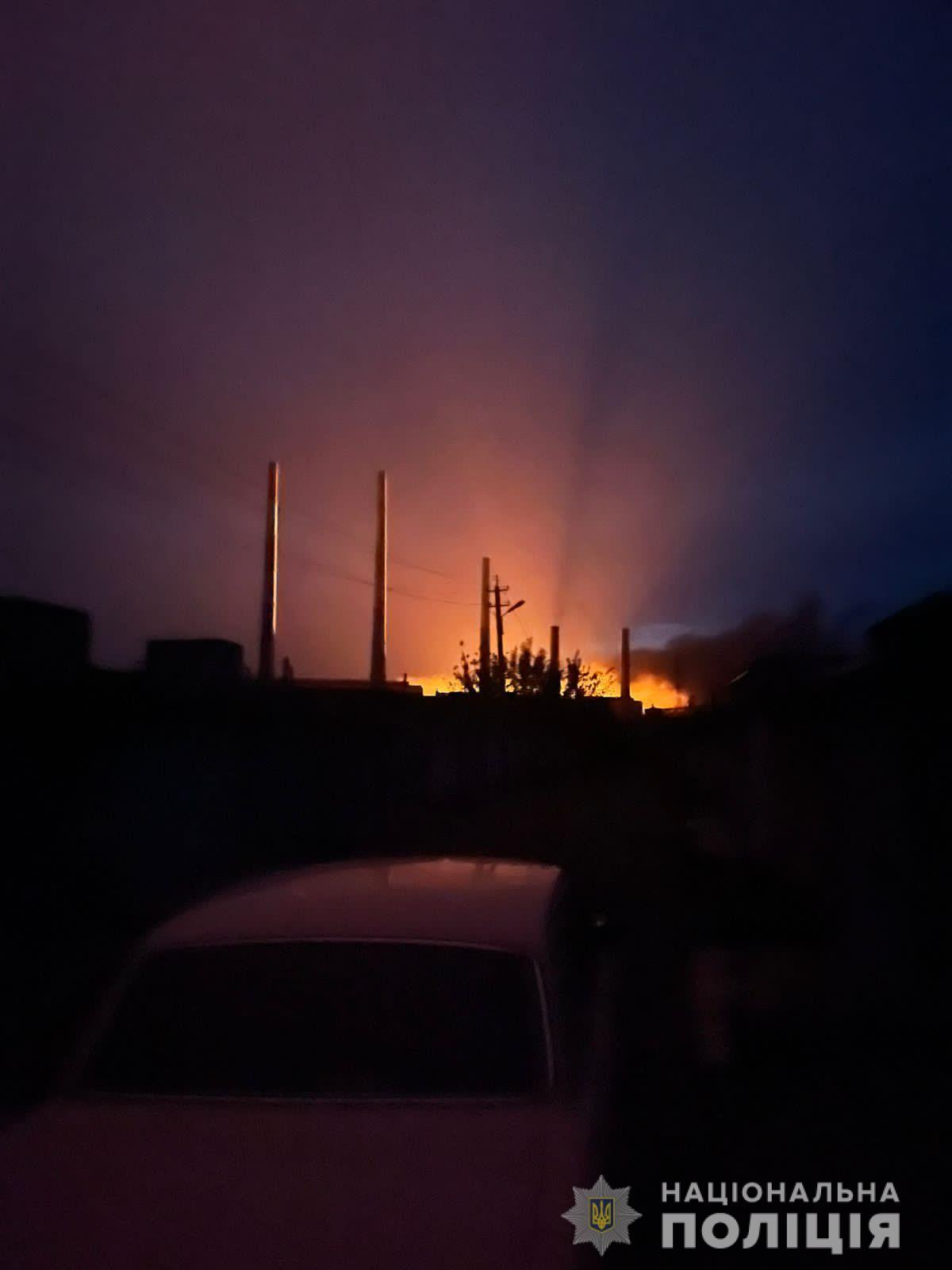
Пожежа після російського обстрілу (2022)

- 1955 — МЕС своїм рішенням № ПР-165 від 10 вересня 1955 р. затвердило проєктне завдання будівництва Змієвської ГРЕС.
- 31 грудня 1960 — введений в експлуатацію перший енергоблок електростанції — головний блок потужністю 200 МВт.
- 1969 — Поставлений під промислове навантаження останній четвертий енергоблок потужністю 300мвт. Зміївська ГРЕС досягла запланованої потужності 2400 МВт і стала однією з найбільших теплових електростанцій СРСР.
- 2005 — завершено реконструкцію енергоблоку № 8. Проєкт реконструкції здійснювався та фінансувався за участі консорціуму західних компаній і банків, передусім німецьких. На чолі з компанією Siemens. В результаті реконструкції встановлену потужність блоку підвищено з 275 МВт до 325 МВт, досягнута робота котлоагрегату на вугіллі без підсвічувального палива, подовжено ресурс на 15-20 років.

### Російсько-українська війна
11 вересня 2014 — роботу ТЕС призупинено до 1 жовтня у зв'язку із російсько-українською війною 2014 року — склалася критична ситуація з паливозабезпеченням.
Через вісім років, 11 вересня 2022 року, під час повномасштабного російського вторгнення, разом зі ще кількома об'єктами енергетичної інфраструктури України обстріляна російськими військами.
Під час раптового ракетного удару по ТЕС 29 грудня 2022 року, загинуло 2 енергетика, 1 отримав важкі травми.
22 березня 2024 року Зміївська ТЕС повністю зруйнована атаками РФ.

### Відновлення ТЕС
Уряд України виділив понад 1,5 млрд гривень на відновлення двох Трипільської та Зміївської ТЕС

## Директори
1956 рік — 1963 рік Брусенцов Петро Федорович
1963 рік — 1966 рік дані відсутні
1966 рік — 1970 рік Воронов Анатолій Олександрович
1970 рік — 1973 рік Вєтров Юрій Андрійович
1973 рік — 1987 рік Мережко Володимир Павлович
1988 рік — 1997 рік Грицанюк Олег Костянтинович
1997 рік — 1998 рік Чупира Олександр Григорович
1998 рік — 2002 рік Єрмоленко Альберт Васильович
2002 рік — 2008 рік Павленко Олександр Васильович
2008 рік — 2010 рік Савченко Віктор Єгорович
2010 рік — 2012 рік Плотніков Сергій Іванович
2012 рік — 2019 рік Бабенко Ігор Анатолійович
2019 рік — 2020 рік Плотніков Сергій Іванович
2020 рік — 2021 рік Фатьянов Михайло Юрійович
2021 рік  - 2022 рік Шрамко В'ячеслав Григорович
2022 рік - 2023 рік Костюков Олександр Іванович
2023 рік - 2024 рік Тарутін Сергій Георгійович
2025 рік - ... Бабенко Ігор Анатолійович

## Екологія
Система золоуловлювання першої черги електростанції — одноступінчата з мокрими скруберами МП-ВТІ діаметром 4,5 м. На кожен енергоблок встановлено по п'ять скруберів.
На другій черзі електростанції на кожному блоці встановлені трипільні електрофільтри типу ПГД-3-50.
Система золошлаковидалення — змішана, гідравлічна. Для першої і другої черг електростанції споруджені по дві багерних насосних станції, в кожній по три насоси продуктивністю по 700м³/год при тиску 37 м водяного стовпа. На електростанції є пристрій з відбору золошлакової суміші для використання її в народному господарстві.

## Зображення

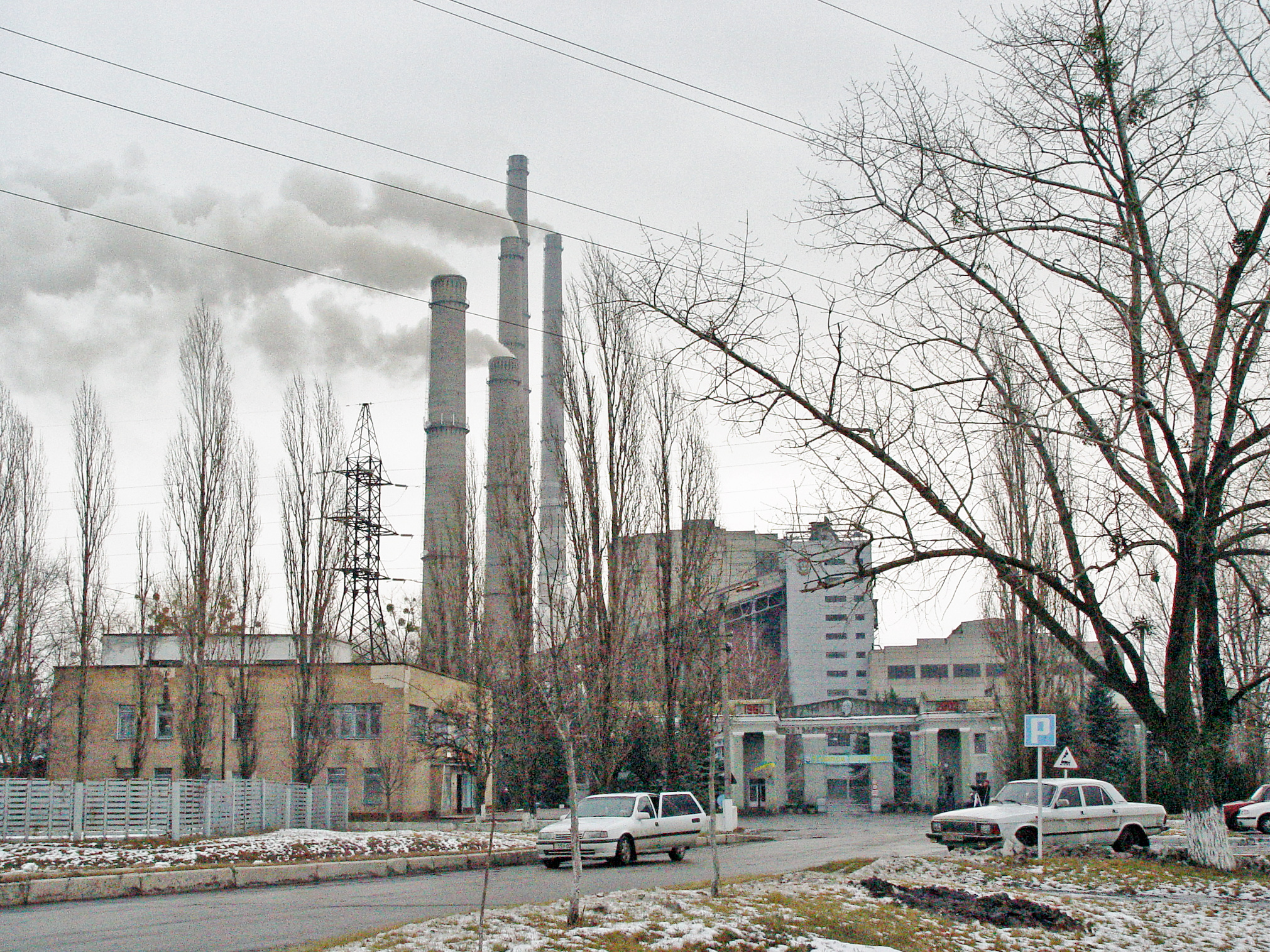
Загальний вигляд ТЕС (2003 р.)
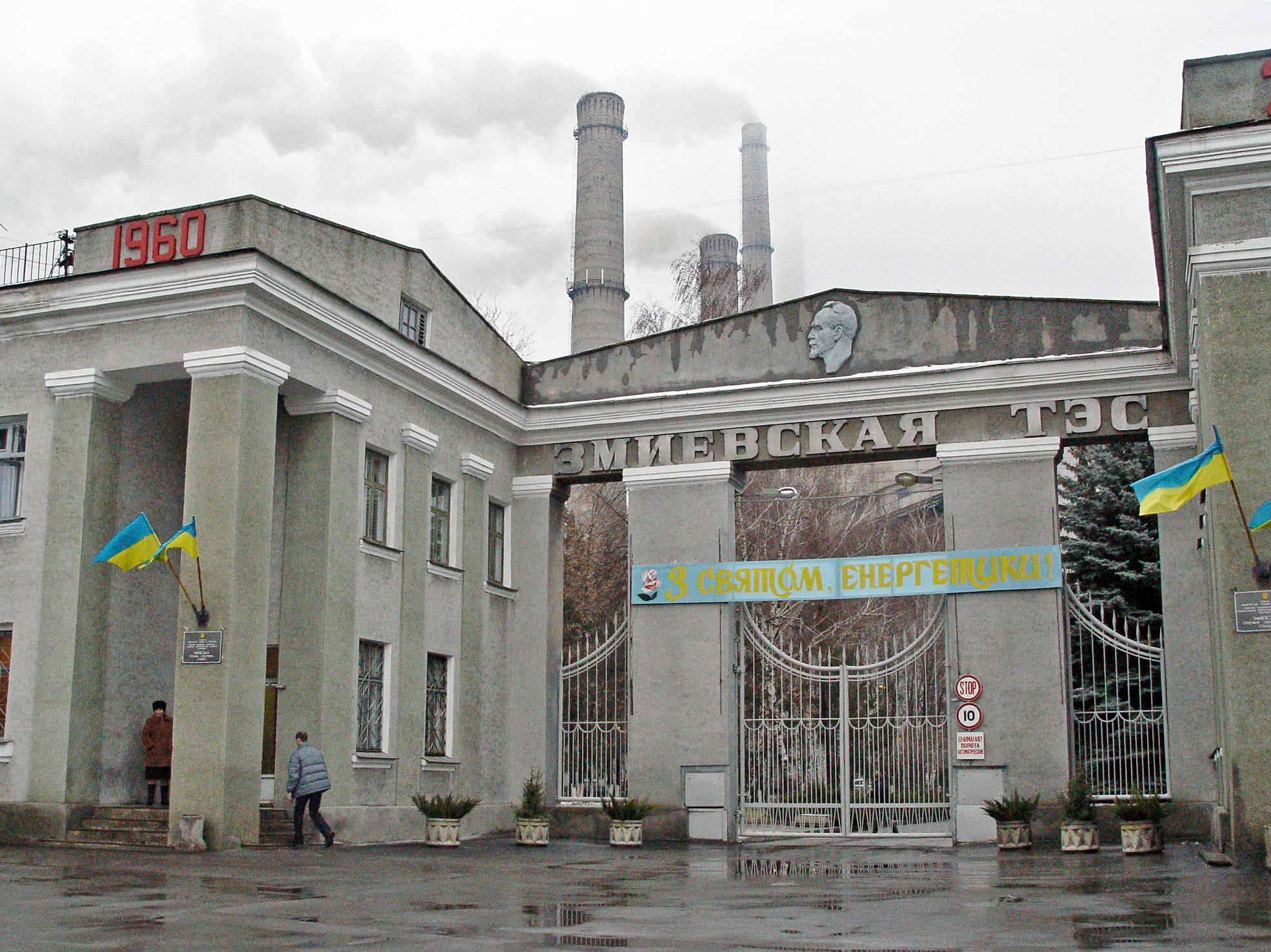
Прохідна ТЕС (2003 р.)
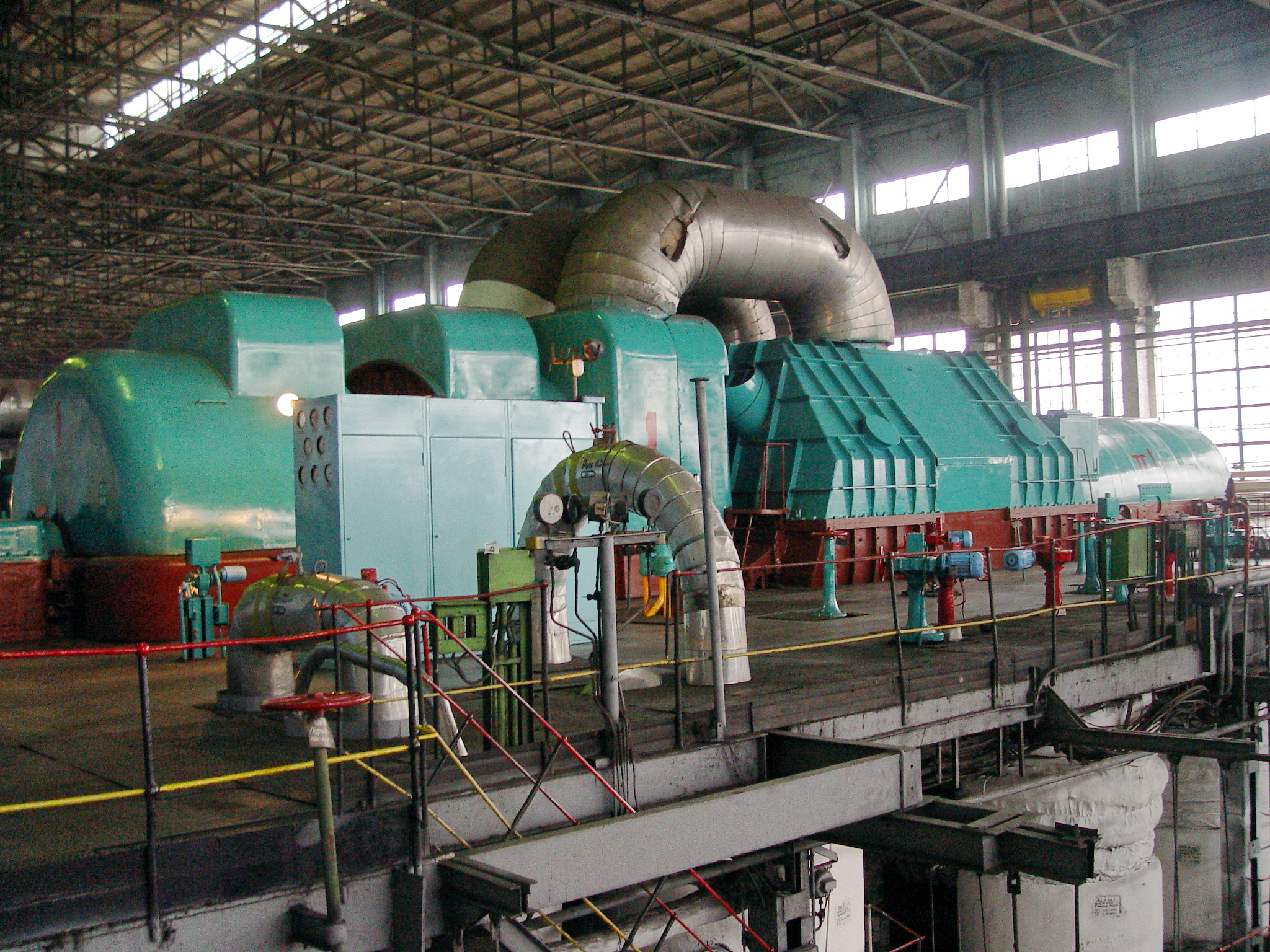
Машинна зала ТЕС (2003 р.)
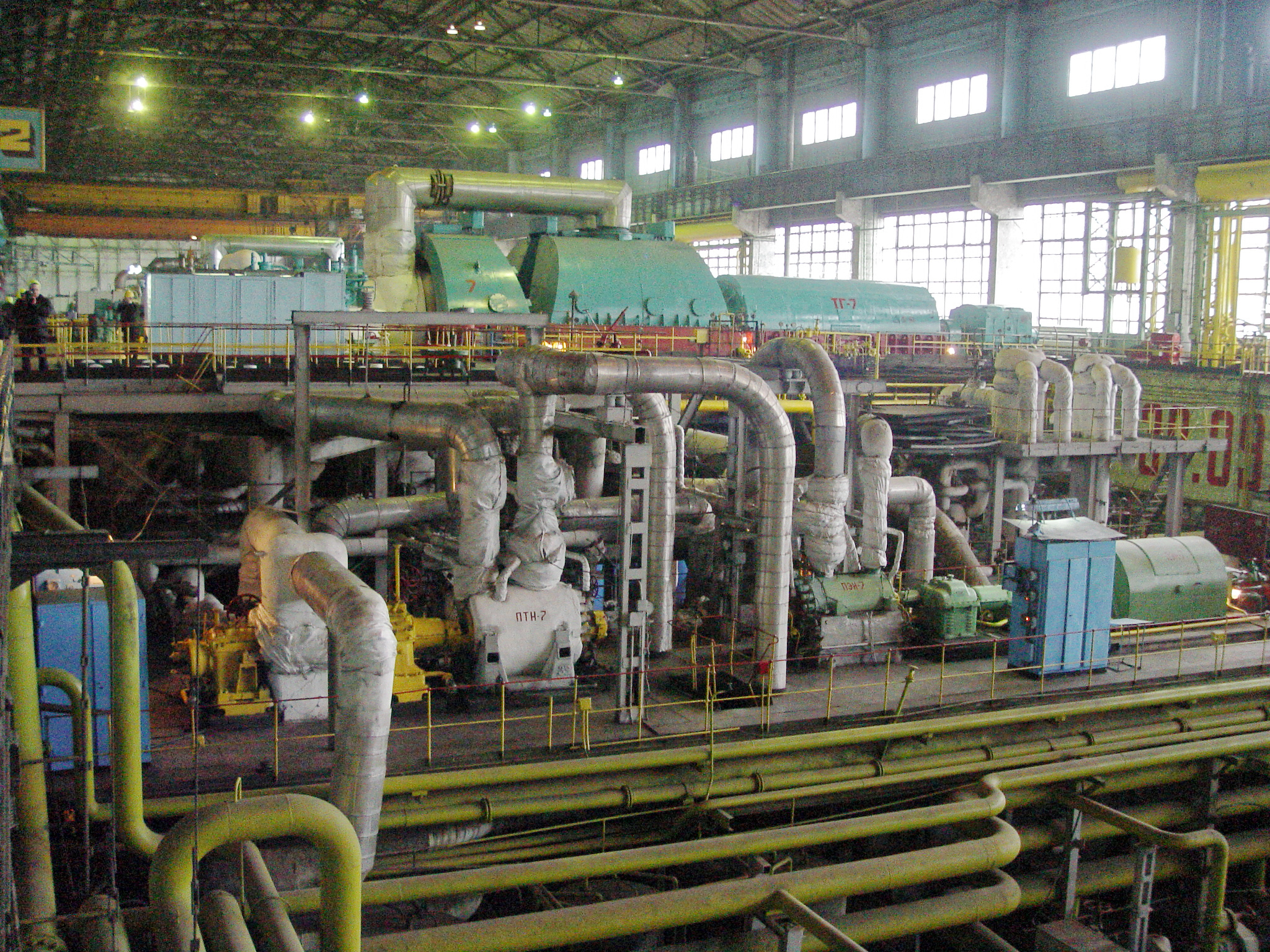
Машинна зала ТЕС (2003 р.)
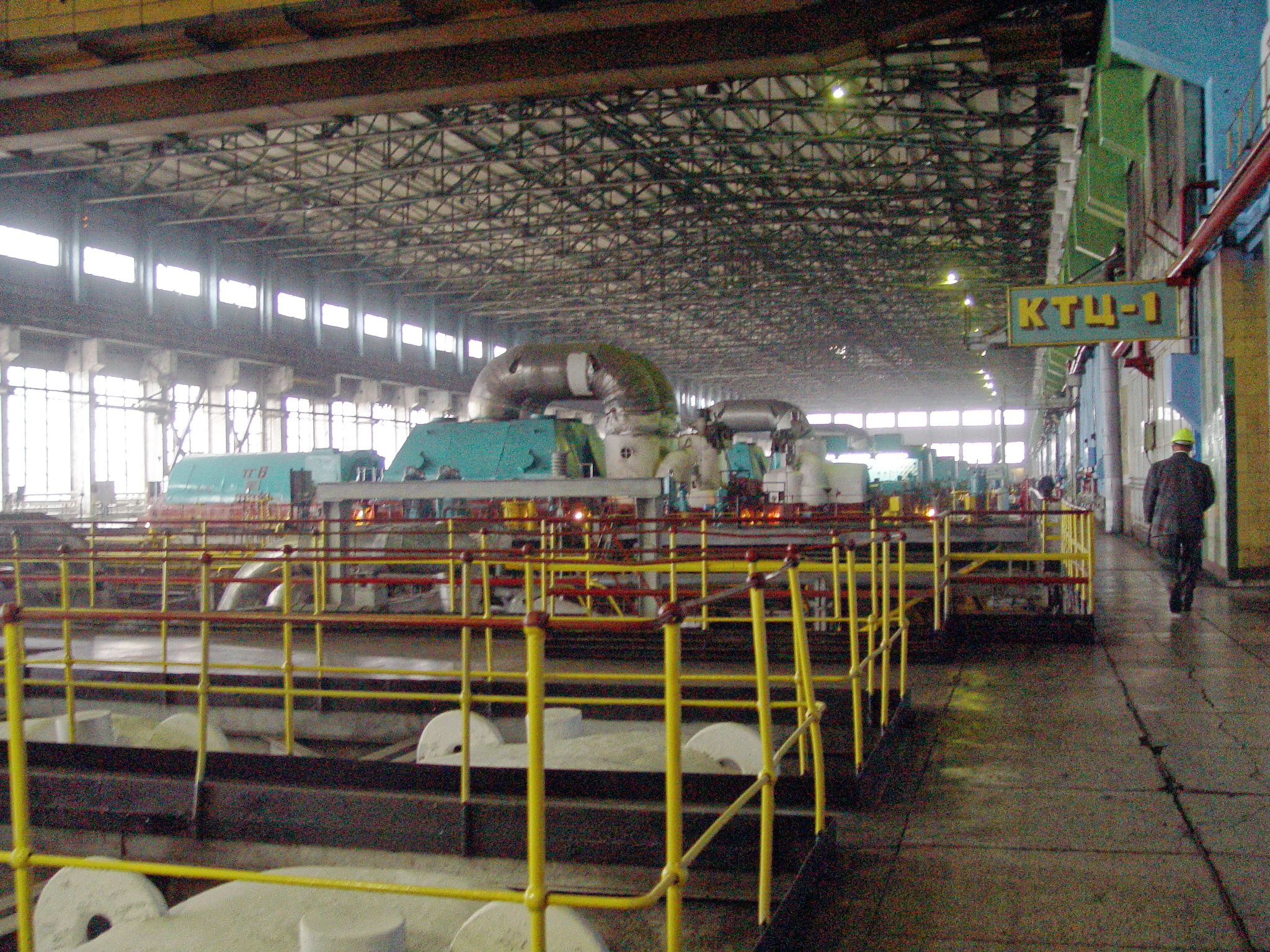
Машинна зала ТЕС (2003 р.)
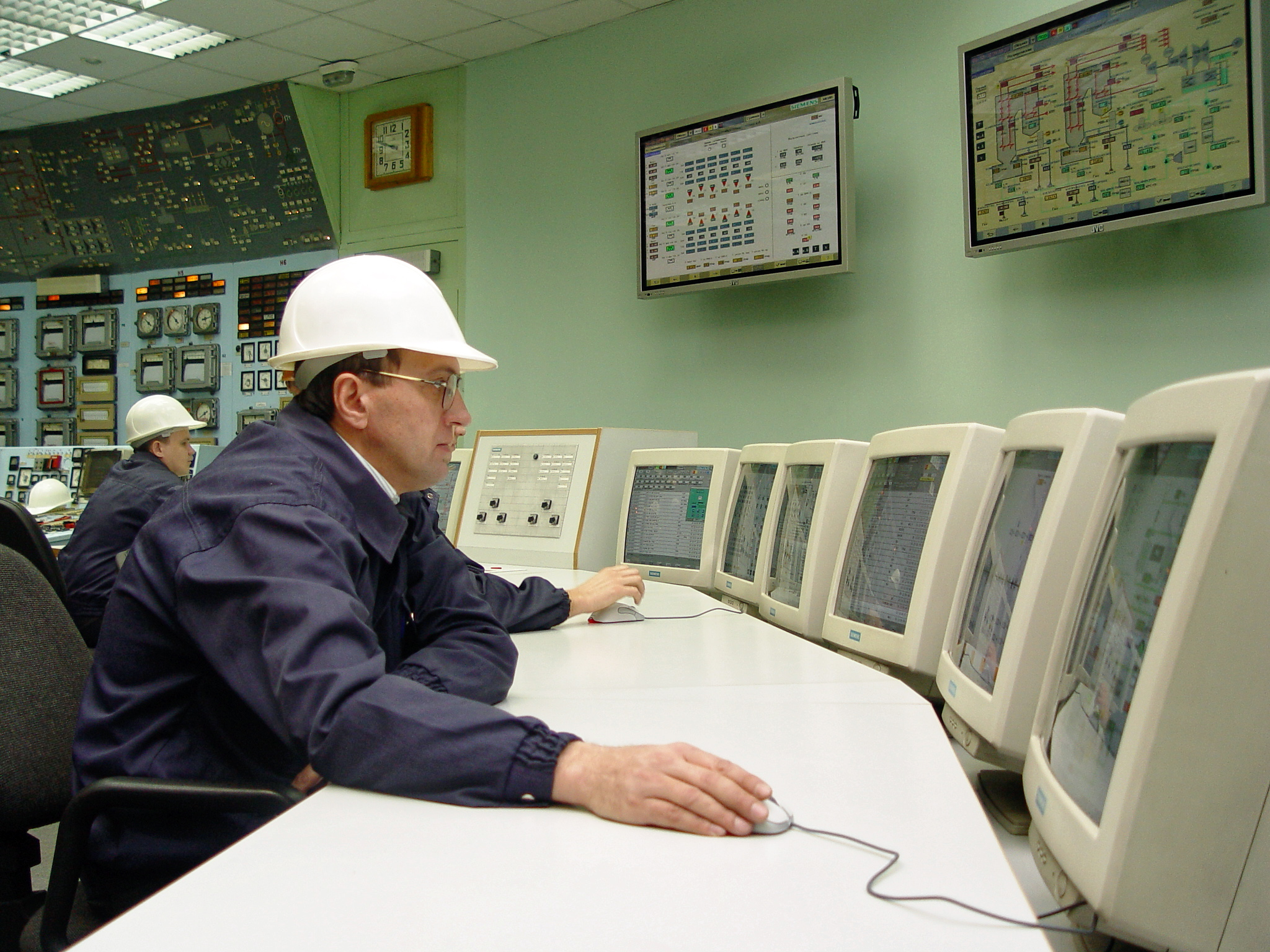
Пульт керування ТЕС (2003 р.)